# 生田くん、ハイ!
『生田くん、ハイ!』（いくたくん ハイ）は、2012年4月7日から2013年3月30日までフジテレビ（関東ローカル）で土曜日10:20 - 10:40（JST）に放送されていた番宣バラエティ番組。生田竜聖の冠番組でもある。

## 概要
2012年3月31日を以って、9:55 - 10:40に放送されていた『めざましどようびメガ』が終了。代わって、翌週である4月7日から9:55 - 10:20に『ONE PIECE スペシャルエディション』、10:20 - 10:40に本番組が編成されることとなった。
生田は本番組が自身初の冠番組であるほか、前番組『めざましどようびメガ』からの続投でもある。
フジテレビ人気番組のキャストから撮影裏話や番組にまつわるクイズが出題され、その番組の予習をしてきたお笑いタレントが回答していくという内容であった。
2013年3月30日、最終回を迎えた。翌週の4月6日から同枠で中田喜子・原日出子出演の『おでかけ日和』が開始。

## 出演者

### 進行
- 生田竜聖（フジテレビアナウンサー）

### パネラー
- Hi-Hi

### ナレーター
- 川野良子（フジテレビアナウンサー）

## スタッフ
- 編成企画：藤井修・小林惇子→鈴木はるか（フジテレビ）
- リサーチ：フルタイム
- カメラ：石井友幸
- イラスト：金子修
- EED：岡本広
- MA：泉英理奈
- 音響効果：山口晃司
- TK：藤井佑季
- ディレクター：足立佑介
- アシスタントディレクター：川添光由
- 演出：佃敏史
- プロデューサー：深野和伸、今野貴之
- 制作協力：共同テレビ
- 制作著作：フジテレビ